# Řezání plamenem

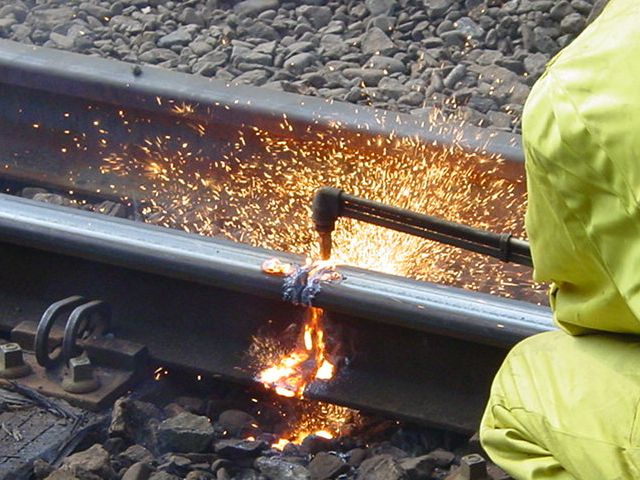
Řezání kolejnice

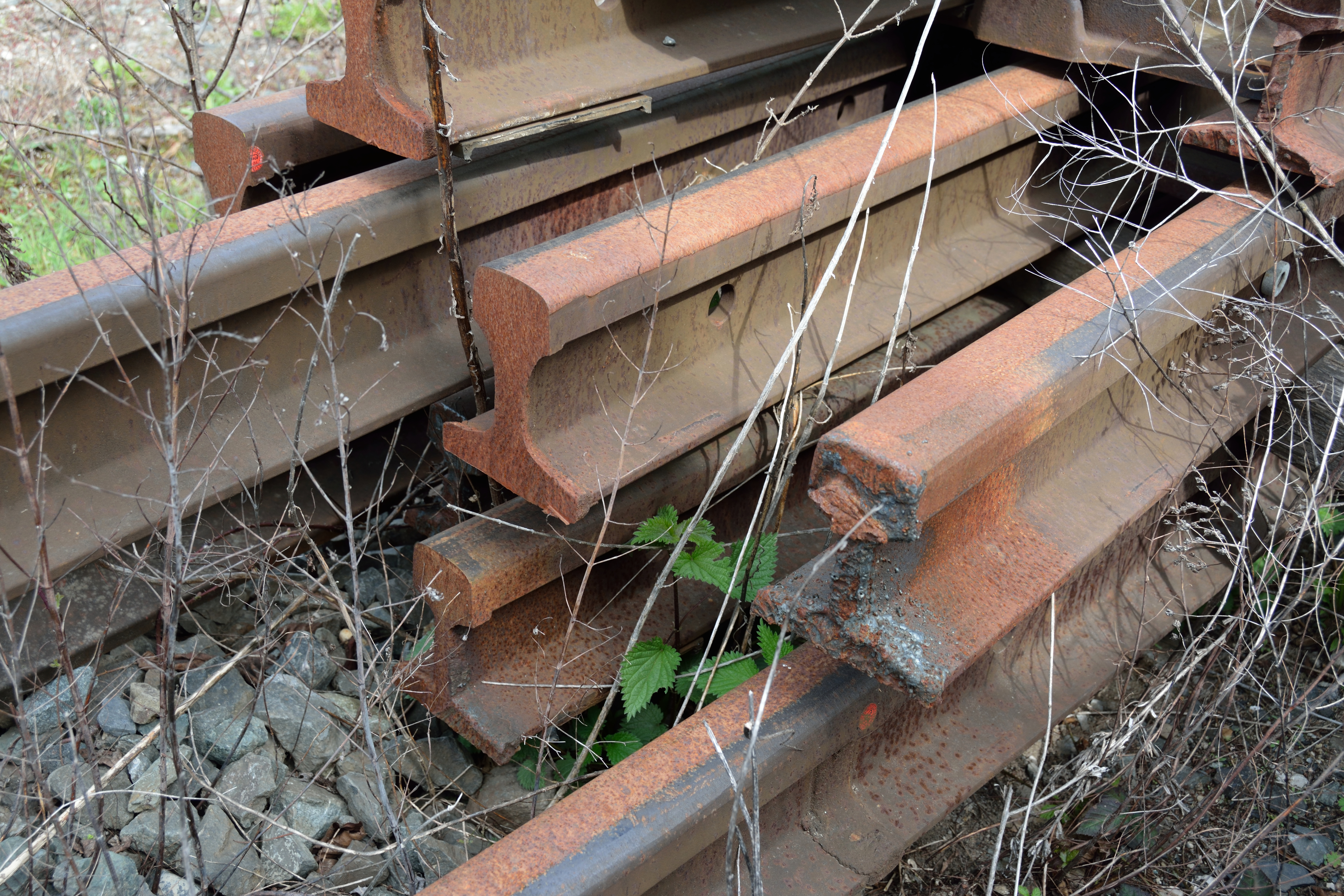
Výsledek řezu kolejnic, uprostřed řez řezným kotoučem, vpředu vpravo řez autogenem

Řezání plamenem (řezání kyslíkem nebo také autogenní řezání) je tepelný druh dělení materiálu. Materiál se dělí proudem kyslíku, který spálí materiál nahřátý směsí nejčastěji acetyleno-kyslíkového plamene. Místo acetylenu se také používá propan-butan, propan, apod. Plamen se využívá hlavně na řezání silných materiálů (až 300 mm). Princip: ohřátí materiálu směsi plynů na bod hoření (okolo 1000 stupňů celsia), po puštění řezného kyslíku se materiál, který je roztavený začne spalovat (okysličí se), shoří v proudu kyslíku, to zapříčiní zahřátí dalšího materiálu na teplotu hoření, který se začne pálit taky.
Existuje také strojní řezání kyslíkem. Využívá se pouze na dělení sváru. A používá se pouze ve svařovnách.